# Gaussovo praštevilo
Gaussovo práštevílo [gáusovo ~] je praštevilo oblike 2n+1, kjer je n kakšna celoštevilčna potenca z osnovo 2. Gaussova praštevila so Gaussova cela števila z = a + bi z naslednjimi tremi značilnostmi:
- če sta a in b različna od 0, je z Gaussovo praštevilo, če je tudi a2 + b2 praštevilo,
- če je a enak 0, je bi Gaussovo praštevilo, če je |b| praštevilo in |b| ≡ 3 (mod 4),
- če je b enak 0, je a Gaussovo praštevilo, če je |a| praštevilo in |a| ≡ 3 (mod) 4).

Nekatera praštevila niso Gaussova praštevila. Na primer 2 = (1 + i)(1 - i) in 5 = (2 + i)(2 - i). Praštevila, ki so kongruentna 3 (mod 4), so Gaussova praštevila. Tista, ki so kongruentna 1 (mod 4), pa niso. Praštevila oblike 4n + 1 lahko vedno zapišemo kot vsoto dveh kvadratov, tako da imamo p = a2 + b2 = (a + bi)(a - bi)
Praštevila (oblike 4n + 3), ki so tudi Gaussova praštevila, so (OEIS A002145):
3, 7, 11, 19, 23, 31, 43, 47, 59, 67, 71, 79, 83, ...

## Nerešeni problemi
V zvezi z Gaussovimi praštevili je več odprtih problemov. Dva od njih sta:
- realna in imaginarna os vsebujeta neskončno množico Gaussovih praštevil 3, 7, 11, 19, ... in njihovih ustreznic. Ali obstajajo še kakšne druge premice na katerih leži neskončno mnogo Gaussovih praštevil? Še posebej ali obstaja neskončno mnogo praštevil oblike 1 + ki?[1]
- ali je možen sprehod v neskončnost s pomočjo Gaussovih praštevil kot koračnih kamnov in s koraki z omejeno dolžino? To je problem gaussovskega jarka. Leta 1962 ga je postavil ameriški matematik Basil Gordon in ostaja nerešen.[2][3]:55–57 Problem včasih napačno pripisujejo Paulu Erdősu.